# Tela dipinta di Gebelein
La tela dipinta di Gabelein (o telo di Gabelein) è un manufatto risalente all'epoca predinastica dell'Antico Egitto (3600-3350 a.C.), che è attestato come il più antico esempio conosciuto di pittura su lino.
Il reperto è stato ritrovato da Giulio Farina nel 1930, durante la missione di scavo presso la necropoli del sito di Gabelein. Il telo di lino era ripiegato e riposto sul fianco del defunto e presenta pitture in rosso, bianco e nero, raffiguranti scene di vita sul Nilo. Il manufatto ha subito ingenti danni a causa dell'umidità e al momento del ritrovamento erano rimasti numerosi frammenti, che sono stati ricomposti in quattro pannelli; struttura che viene mantenuta tuttora a seguito di un restauro. 
Data l'antichità del reperto, gli studiosi non sono concordi circa la datazione precisa e il significato delle scene rappresentate.

## Descrizione
Il manufatto è realizzato con una tecnica "a tela", con trama e ordito intrecciati tra loro, e sul bordo presenta tracce di frange.    
Le immagini dipinte raffigurano momenti della vita delle comunità predinastiche, quali la celebrazione di culti religiosi o cerimoniali di ospitalità; una processione di imbarcazioni con figure umane a bordo rappresentate di profilo; un gruppo di figure con una lunga gonna nera, con le braccia alzate al cielo, rivolte verso il basso o che si tengono per mano; scene di caccia.
In una delle scene di caccia si vede un uomo che sembra in procinto di catturare un ippopotamo con una corda. Un altro uomo sembra impegnato nell'atto di pescare con una rete; questa è una delle interpretazioni e in questo caso sarebbe la prima volta che si hanno testimonianze dell'attività di pesca nell'epoca predinastica. Una seconda interpretazione è che stia lanciando la rete per catturare un coccodrillo, animale che solitamente veniva cacciato con reti e barche e congiuntamente alla caccia all'ippopotamo.

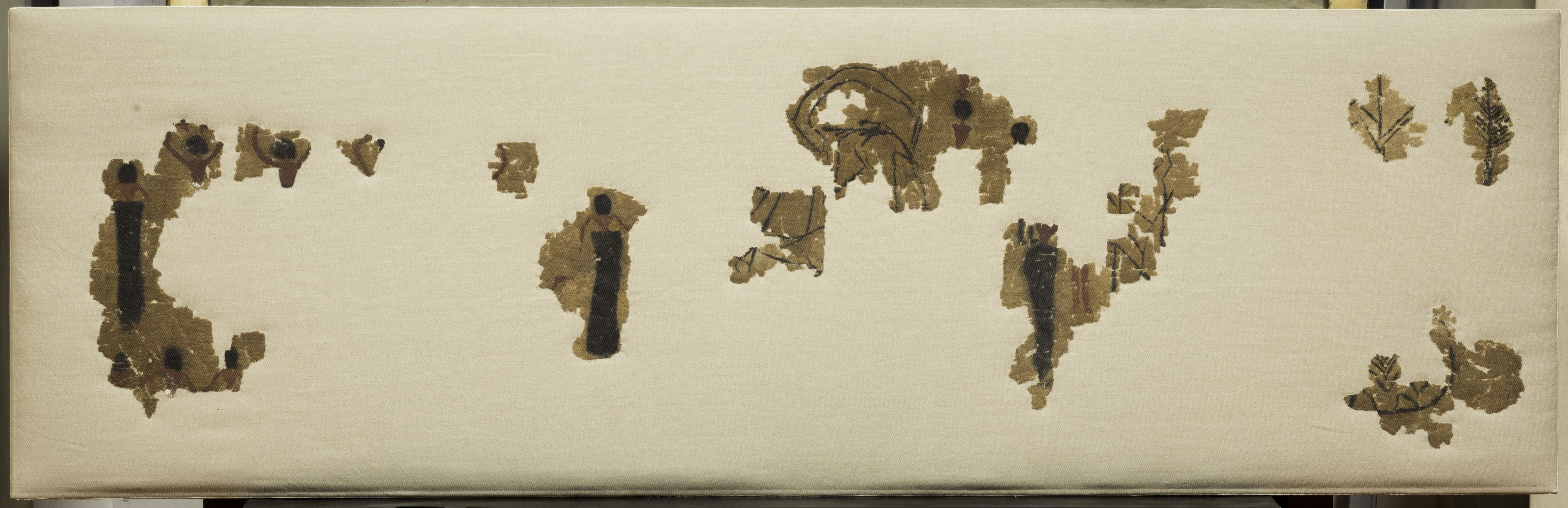
Complesso dei frammenti della tela di Gebelein